# Çağdaş Bodrum Spor Kulübü
Il Çağdaş Bodrum Spor Kulübü è una società di pallacanestro maschile di Bodrum, in Turchia.

## Roster 2022-2023
Aggiornato al 28 aprile 2023.
|    | Naz.                                       | Ruolo | Sportivo         | Anno | Alt. | Peso |  |
| -- | ------------------------------------------ | ----- | ---------------- | ---- | ---- | ---- |  |
| 1  | Stati Uniti (bandiera) · Kosovo (bandiera) | P     | Dominic Artis    | 1993 | 191  | 84   |  |
| 5  | Turchia (bandiera)                         | PG    | Can Uğur Öğüt    | 1992 | 178  | 65   |  |
| 6  | Stati Uniti (bandiera)                     | P     | Chris Warren     | 1988 | 178  | 76   |  |
| 7  | Bosnia ed Erzegovina (bandiera)            | AG    | Amar Alibegović  | 1995 | 206  | 109  |  |
| 9  | Turchia (bandiera)                         | AP    | Fatih Cantitiz   | 1992 | 193  |      |  |
| 10 | Turchia (bandiera)                         |       | Melih Kurtay     |      |      |      |  |
| 18 | Turchia (bandiera)                         | AG    | Berkay Genç      | 1996 | 206  |      |  |
| 24 | Turchia (bandiera)                         | AP    | Erkan Veyseloğlu | 1983 | 200  | 93   |  |
| 26 | Stati Uniti (bandiera)                     | AP    | Ben Moore        | 1995 | 203  | 100  |  |
| 44 | Giordania (bandiera) · Turchia (bandiera)  | C     | Ahmet Düverioğlu | 1993 | 215  | 121  |  |
| 55 | Turchia (bandiera)                         | G     | Ege Havsa        | 1997 | 196  |      |  |
| 92 | Stati Uniti (bandiera)                     | A     | Jaron Johnson    | 1992 | 200  | 93   |  |

### Staff tecnico
- Allenatore:  Ahmet Çakı
- Assistenti:  Umut Görür,  Ömer Kahyaoğlu,  Volkan Kaplan,  Semıh Șenyurt

## Palmarès
- Türkiye Basketbol Ligi: 1

2022-2023